# Alfons I., portugalski kralj
Alfons I. (port. Dom Afonso Henriques) Conquistador ili Fundador i Grande (Guimarães ili Viseu, 25. lipnja 1109. – Coimbra, 6. prosinca 1185.) 
Za vrijeme svoje duge vladavine uspio je osamostaliti Portugal od vazalne vlasti Leona 1139., tako da je bio prvi portugalski kralj, od 1139. do 1185. Također je za vrijeme vladavine uspio udvostručiti teritorij svog kraljevstva na račun Maura, a 1147. je osvojio Santarém i Lisabon.

## Životopis

### Mladost
Afonso je bio sin portugalskog kneza Henrika Burgundskog i grofice Terezije, izvanbračne kćeri kralja Leóna Alfonsa VI. Njegov otac uspio je za svoje kratkotrajne vladavine (1095. – 1112.) odoljeti nasrtajima Maura na svoju malu kneževinu na sjeveru Portugala. Nakon njegove smrti vlast je preuzela njegova žena Terezija, koja se morala suočiti sa sva neprijatelja Maurima koji su zauzeli sve južne pokrajine i vlastite polusestre Urake, vladarice Leona, Kastilje i Galicije, koja joj je željela preuzeti teritorije. Terezija se zbog tog udružila s moćnim galicijskim grofom Fernandom Pérezom de Trabom, za kog se i preudala.

### Vladavina
Afonso je 1120., još kao dijete stao na stranu nadbiskupa iz Brage, koji je bio politički neprijatelj Afonsove majke Terezije, zbog braka s Fernandom Pérezom; njemu se kao i ostaloj portugalskoj političkoj eliti nije dopadalo zbližavanje sa Španjolcima. Zbog tog ih je Terezija oboje prognala. Afonso je uz pomoć moćnog nadbiskupa iz Brage skupio vojsku i krenuo svrgnuti majku, nakon Bitke kod São Mamede - 1128., u kojoj je Afonso pobijedio, njegova majka morala je odstupiti s trona i prepustiti vlast svom sinu - Afonsu I. i otići u izgnanstvo u samostan. Afonso se uspio othrvati napadu vlastitog polubratića Alfonso VII. iz Leóna koji je pohitao spasiti Tereziju, nakon tog se proglasio jedinim vladarom Portugala 6. travnja 1129. i osporio Kraljevstvu Leon bilo kakvo pravo na vlast.
Afonso se nakon toga okrenuo protiv Maura koji su držali cijeli jug njegove kraljevine pod svojom vlašću. Nakon uspješne vojne kampanje koja je okrunjena velikom pobjedom 25. svibnja 1139., u Bitci kod Ourique, njegovi vojnici su ga jednoglasno proglasili kraljem Portugala. Nakon tog je organizirao skuštinu svih portugalskih feudalaca u Lamegu, na kojoj ga je nadbiskup iz Brage i svečano okrunio.
Međutim samoproglašena nezavisnost ni onda nije ništa značila, bez potvrda susjednih kraljevstva i onda naročito utjecajnog pape i Vatikana. Zbog tog je Afonso I. preko svoje utjecajne žene poslao svoje glasnike u Rim da ishode papinu privolu.
S druge strane na svom domaćem terenu, Afonso je podigao nekoliko samostana po Portugalu, i dao brojne povlastice redovničkim zajednicama. Osobno se angažirao kod gradnje cistercitskog samostana Alcobaça. Samostalno je napisao 1143. pismo papi Inocentu II., molivši ga da proglasi njega i njegovo kraljevstvo slugama crkve, zaklinjući se da će protjerati Maure s Iberijskog poluotoka. U to vrijeme zaobilaženje svog neposrednog vazalnog gospodara kralja Leóna, držalo se krajnje drski čin, - jer je to ujedno značilo da se on smatra direktno podložan papi. Afonso je doista održao obećanje dano papi i zauzeo Santarém i Lisabon (poslije duge opsade) - 1147.(koje je nedugo iza toga ponovno izgubio).
S druge strane kralj Leóna Alfons VII. i nadalje nije priznavao nezavisnost Portugala i držao ga je kao svoju odmetnutu pokrajinu. Afonso je na neki način uvučen u sukob, jer se svrstao na stranu Aragonaca tradicionalnih neprijatelja Kastilje. Sukobi su se nastavili sve do 1143., kad su dva bratića uz Papinu intervenciju sklopila Mirovni ugovor u katedrali u Zamori.
Već prilično star i nespretan Afonso je u borbama kod Badajoza 1169. pao s konja i tako omogućio vojnicima León da ga zarobe, za njegovo otkupljenje Portugalci su morali vratiti Leonu, sve zemlje (sjeverno od rijeke Minho u Galiciji, koje je prijašnjih godina osvojio Afonso.
Sve privilegije i donacije koje je Afonso dao Katoličkoj crkvi, na kraju su mu se isplatile, kad je papa Aleksandar III. u svojoj buli Manifestis Probatum iz 1179. priznao Portugalu pravo na nezavisno kraljevstvo i njega kao vladara, i dao pravo da osvoji sve maurske zemlje.
Afonso je 1184., unatoč svoje podmakle dobi, bez razmišljanja pohitao pomoći svom sinu Sanchu I. kog su opkolili Mauri u Santarému, kojeg je uspio spasiti, ali je ubrzo nakon toga umro - 6. prosinca 1185.
U Portugalu se danas na Afonsa I gleda kao na heroja, i mitskog osnivača nacije, i raspredaju brojne legende, jedna od njih je da je njegov mač moralo nositi 10 ljudi, kao i priča o Afonsovoj agresivnosti i snazi - on je naime izazivao druge vladare na dvoboj, ali nijedan nije htio prihvatiti njegov izazov.
Stavio je amblem Rana Kristovih na svoj grb kao kralj Portugala i taj grb Portugala koristi se i danas.

### Brak i nasljednici
Sa svojom jedinom ženom - Mafaldom Savojskom 1125. – 1158. (portugalski: Mafalda de Saboia, francuski: Mathilde de Savoie)  s kojom se oženio 1146., Afonso je imao sedmero djece; sina Enrikea (1147. – 1147.), kćer Mafaldu (1148. - oko 1160.), kćer Urracu (1151. – 1188.) koja je postala kraljica Leona, sina Sancha (1153. – 1159.), sina Sancha (1154. – 1212.) koji ga je naslijedio kao Sančo I., portugalski kralj, sina João (1156. – 1156.) i kćer Terezu (1157. – 1218.) koja se udala za flandrijskog grofa Philipa Alzaškog. Pored tog je imao (navodno) i petero vanbračne djece (Urraca, Fernando, Pedro, Afonso i Teresa).

## Vanjske poveznice
- Afonso I s portala Encyclopædia Britannica